# Chiltepin
Il chiltepin (anche conosciuto come chillipiquin o chillitepuin) è una cultivar di peperoncino della specie Capsicum annuum var. glabriusculum originaria di Stati Uniti e Messico.
Il nome deriva dal nahuatl chilitecpintl che significa peperoncino pulce, a causa delle piccole dimensioni delle bacche e dell'elevata piccantezza.

## Descrizione
Chiltepin è un arbusto perenne che di solito cresce fino a un'altezza di circa 1 m, ma a volte raggiunge i 3 m. Nelle aree che non raggiungono temperature basse in inverno, le piante possono vivere 35-50 anni.

### Frutto
I piccolissimi peperoncini di chiltepin variano dal rosso al rosso-arancio, di solito leggermente ellissoidali e di circa 0,8 cm di diametro. Alcuni ceppi sono molto più vicini alla rotondità quando sono freschi. Se uno dei frutti viene essiccato, può apparire abbastanza rotondo anche se fresco era leggermente ellissoidale. La loro piccantezza può variare tra 50 000 e 1 628 000 unità Scoville.
Possono essere quindi più piccanti dell'habanero o del Red Savina, con i livelli più alti visti nella frutta verde 40-50 giorni dopo l'allegagione.
Tuttavia, poiché questo peperone viene raccolto da boschi selvatici nel deserto messicano,  il livello di piccantezza del frutto può variare notevolmente di anno in anno, a seconda della quantità di pioggia naturale che si verifica durante il tempo in cui i frutti si stanno formando. Durante gli anni di siccità, la piccantezza dei frutti può essere debole e durante i normali anni di pioggia vengono prodotti i livelli di piccantezza più elevati. Inoltre c'è una grande variazione tra i livelli di piccantezza della frutta fresca verde (che viene messa in salamoia nell'aceto), della frutta fresca matura rossa, della frutta intera secca e della frutta secca con i semi rimossi, e i loro livelli di piccantezza sono disposti dal più debole al più elevato in questo ordine. Si stima che circa 50 tonnellate vengano raccolte ogni anno in Messico, principalmente a Sonora.
In Messico, la piccantezza del peperoncino è chiamata arrebatado ("rapido" o "violento"), perché, benché intensa, non è molto duratura. Questo è in contrasto con la varietà domestica "Pequin", che ha le stesse dimensioni di quello selvatico, ma è di forma ovale e offre un'esperienza decisamente diversa.
I diversi metodi di essiccazione utilizzati per il tepin e il "Pequin" possono aiutare a distinguere questi frutti. I tepin sono sempre essiccati al sole, mentre i pequin sono comunemente essiccati sul fumo di legna e l'odore del fumo nei pequins può aiutare a separare le due varietà. I pequin non sono piccanti come i chiltepin (solo circa 30000-50000 unità Scoville), ma hanno un effetto molto più lento e più duraturo.